# Gérald Coppenrath
Gérald Coppenrath, né le 27 avril 1922 à Papeete (Tahiti), où il est mort le 4 novembre 2008, est un homme politique et avocat français, sénateur de Polynésie française de 1958 à 1962.

## Biographie
Natif de Polynésie dans une famille d'origine allemande, il quitte l'archipel dès 1931 en compagnie de son frère Michel, futur archevêque de Papeete, pour poursuivre ses études secondaires à Poitiers, au collège Saint-Joseph. Il commence ses études de droit et une licence d'anglais lorsque, pour échapper au STO, il entra dans la clandestinité (juillet 1943), et dans la Résistance, dans le maquis Joël. Fervent gaulliste, il combattit les miliciens au sud de la Vienne, ainsi que les forces allemandes lors des combats de Gençay. Il reprit ses études universitaires après la fin de la guerre et obtient ses diplômes en 1946-1947.
Il rentre sur son île natale en avril 1948 et devint avocat après peu de temps. Passionné de la vie politique, économique et sociale du territoire, il est élu conseiller territorial de 1957 à 1963, puis sénateur de 1958 à 1962. Durant son mandat, il intervient pour que soit créé l'Institut français d'Océanie. Il est réélu conseiller territorial le 14 octobre 1962.
Auteur d'essais sur la vie politique locale, il publia également en 1967 une étude sur « les Chinois de Tahiti ».
Gérald Coppenrath fut président du Lion's Club en 1971-1972. Son passé dans la Résistance l'amène à adhérer à l'Union Territoriale des Combattants Volontaires de la Résistance qu'il présidera de 1981 à 1983. Il décède le 4 novembre 2008.

## Famille
Son père Clément (1888-1966), homme d'affaires, participa à la Première Guerre mondiale, notamment en Orient, et y perdit son frère aîné Théodore (1885-1917), oncle de Gérald. Ses filles sont des figures politiques polynésiennes :
- Armelle Merceron (née en 1950), professeur d'économie et gestion, ministre locale de 2001 à 2005, puis élue à l'Assemblée de la Polynésie française de 2004 à 2018.
- Béatrice Vernaudon-Coppenrath (née en 1953), ministre locale de 1996 à 2001, députée de 2002 à 2007, puis maire de Pirae de 2008 à 2014.

## Décorations
- Chevalier de la Légion d'honneur
- Médaille de la Résistance française
- Croix de guerre 1939–1945
- Chevalier de l'ordre national du Mérite
- Chevalier de l'ordre du Mérite agricole